# Rhinophthalmus modestus
Rhinophthalmus modestus är en skalbaggsart som beskrevs av Blackburn 1889. Rhinophthalmus modestus ingår i släktet Rhinophthalmus och familjen långhorningar. Inga underarter finns listade i Catalogue of Life.